# Limnocythere sanctipatricii
Limnocythere sanctipatricii är en kräftdjursart som beskrevs av Brady och D. Robertson 1869. Limnocythere sanctipatricii ingår i släktet Limnocythere och familjen Limnocytheridae. Inga underarter finns listade i Catalogue of Life.